# E-Prix di Marrakech
L'E-Prix di Marrakech è un evento automobilistico con cadenza annuale destinato alle vetture a trazione interamente elettrica del campionato di Formula E tenuto a Marrakech. La prima edizione si è corsa il 12 novembre 2016, ed è stato il primo E-Prix a svolgersi nel continente africano.. Dopo una pausa, ritorna nel calendario della Formula E nel 2022 sostituendo l'E-Prix di Vancouver.

## Circuito
L'evento si disputa sul Circuit International Automobile Moulay El Hassan, che si trova in prossimità del centro storico di Marrakesh. Nella nuova versione è lungo 2,97 km con 12 curve, è lo stesso circuito utilizzato dal WTCC.

## Albo d'oro
| Edizione | Tracciato             | Vincitore                           | Secondo                             | Terzo                            | Pole position                       | Giro veloce                               |
| -------- | --------------------- | ----------------------------------- | ----------------------------------- | -------------------------------- | ----------------------------------- | ----------------------------------------- |
| 2016     | Circuito di Marrakech | Sébastien Buemi Renault-e.dams      | Sam Bird DS Virgin Racing           | Felix Rosenqvist Mahindra Racing | Felix Rosenqvist Mahindra Racing    | Loïc Duval Dragon Racing                  |
| 2018     | Circuito di Marrakech | Felix Rosenqvist Mahindra Racing    | Sébastien Buemi Renault-e.dams      | Sam Bird DS Virgin Racing        | Sébastien Buemi Renault-e.dams      | Nelson Piquet Jr. Jaguar Racing           |
| 2019     | Circuito di Marrakech | Jérôme d'Ambrosio Mahindra Racing   | Robin Frijns Envision Virgin Racing | Sam Bird Envision Virgin Racing  | Sam Bird Envision Virgin Racing     | Lucas Di Grassi Audi Sport ABT Schaeffler |
| 2020     | Circuito di Marrakech | António Félix da Costa Techeetah-DS | Maximilian Günther Andretti-BMW     | Jean-Éric Vergne Techeetah-DS    | António Félix da Costa Techeetah-DS | Pascal Wehrlein Mahindra                  |